# Hamburg-Wilstorf
Wilstorf is een stadsdeel in het zuiden van Hamburg in het oosten van het district Harburg.

## Geografie
Wilstorf grenst aan volgende stadsdelen : in het noorden Harburg, in het oosten Gut Moor, in het zuidoosten Rönneburg, in het zuiden Langenbek, in het zuidwesten Marmstorf en in het westen Eißendorf.

### Stadsstructuur

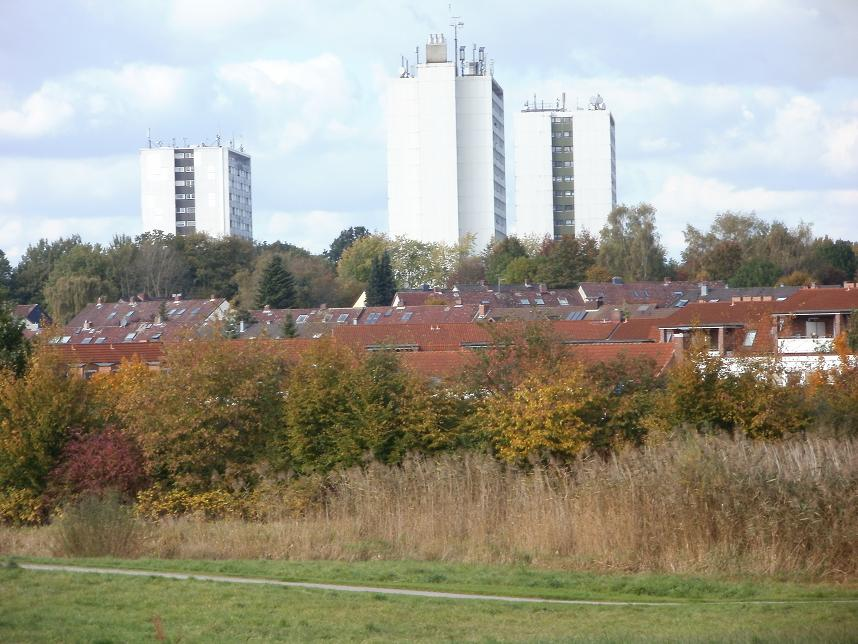
Hoogbouw in Wilstorf

Het meest zuidelijke deel van de Phoenixwijk ligt in Wilstorf. Wilstorf omvat ook hoogbouw en verder naar het zuiden burgerlijke huizen uit het begin van de 20e eeuw. Belangrijk element in dit stadsdeel is het stadspark Harburg.

## Geschiedenis
De naam Wilstorf verwijst naar de naam van de stichter Wiltehard, het achtervoegsel -torf duidt de "volksgroep" aan die er zich heeft gevestigd. De plaats werd voor het eerst vernoemd in 1202, toen de aartsbisschop van Bremen de deken van de Hamburgse kerk het beschermheerschap gaf over de kerk van Wilstorf. In 1888 werd het dorp opgenomen in Harburg en in 1937 werd het onderdeel van Hamburg door de Groot-Hamburgwet

## Statistiek
- Minderjarigen: 17,5% [Hamburgs gemiddelde: 16,3% (2017)].[3]
- Ouderen: 19,2% [Hamburgs gemiddelde: 18,2% (2017)].[4]
- Aandeel buitenlanders: 23,6% [Hamburgs gemiddelde: 17,1% (2017)].[5]
- Werkloosheidscijfer: 6,0% [Hamburgse gemiddelde: 5,2% (2017)].[6]

Het gemiddelde jaarinkomen in 2013 per belastingplichtige in Wilstorf was 25.518 euro per jaar, het Hamburgse gemiddelde is 39.054 euro.

## Onderwijs
Wilstorf beschikt over een basisschool en sinds 2019 over de schoolcampus Hanhoopsfeld met de Lessingschool en het Alexander von Humboldt.-gymnasium.
Altenwerder · Cranz · Eißendorf · Francop · Gut Moor · Harburg · Hausbruch · Heimfeld · Langenbek · Marmstorf · Moorburg · Neuenfelde · Neugraben-Fischbek · Neuland · Rönneburg · Sinstorf · Wilstorf